# Jalen Myrick
Jalen Myrick (Bloomingdale, 27 febbraio 1995) è un giocatore di football americano statunitense che milita nel ruolo di cornerback per i DC Defenders della X Football League (XFL).

## Carriera

### Jacksonville Jaguars
Myrick al college giocò a football con i Minnesota Golden Gophers dal 2013 al 2016. Fu scelto nel corso del settimo giro (222º assoluto) nel Draft NFL 2017 dai Jacksonville Jaguars. Debuttò come professionista subentrando nella gara del primo quinto contro i Pittsburgh Steelers. Il 24 dicembre bloccò un tentativo di extra point dei San Francisco 49ers che fu ritornato nella end zone per 2 punti. La sua stagione da rookie si concluse disputando 5 partite, nessuna delle quali come titolare, facendo registrare un passaggio deviato.